# Val-de-Bonnieure
Val-de-Bonnieure – gmina we Francji, w regionie Nowa Akwitania, w departamencie Charente. W 2013 roku liczba ludności wynosiła 1317 mieszkańców. 
Gmina została utworzona 1 stycznia 2018 roku z połączenia trzech ówczesnych gmin: Saint-Angeau, Sainte-Colombe oraz Saint-Amant-de-Bonnieure. Siedzibą gminy została miejscowość Saint-Angeau.